# Orthotomus chaktomuk
El sastrecillo camboyano (Orthotomus chaktomuk) es una especie de ave paseriforme de la familia Cisticolidae endémica de Camboya. Fue descubierta en Phnom Penh, la capital de Camboya, en 2009, durante los controles de la gripe aviar.

## Descubrimiento
Desde su descubrimeinto ha sido visto en varias partes de Phnom Penh, incluida en una fotografía del investigador de pájaros Ashish John en unas obras. Esta fotografía fue utilizada más adelante en la descripción científica de la especie.
En junio de 2012, Ashish John comenzó a colaborar con la Wildlife Conservation Society, BirdLife International, la Universidad de Kansas, la Universidad Estatal de Luisiana y el Centro Sam Veasna para estudiar el plumaje de las aves, su genética, y canto. Las pruebas determinaron que se trataba de una especie única. El artículo que describe formalmente al sastrecillo camboyano fue publicado en Forktail. Su nombre específico deriva de la zona costera Chaktomuk de Phnom Penh.

## Descripción
El sastecillo camboyano tiene el píleo de color rojo anaranjado y plumas negras en el cuello. El resto de su cuerpo es gris claro en las partes superiores y claro en las inferiores. Es del tamaño del chochín. El sastrecillo camboyano es conocido por sus "fuertes llamadas".